# 小川雄勢

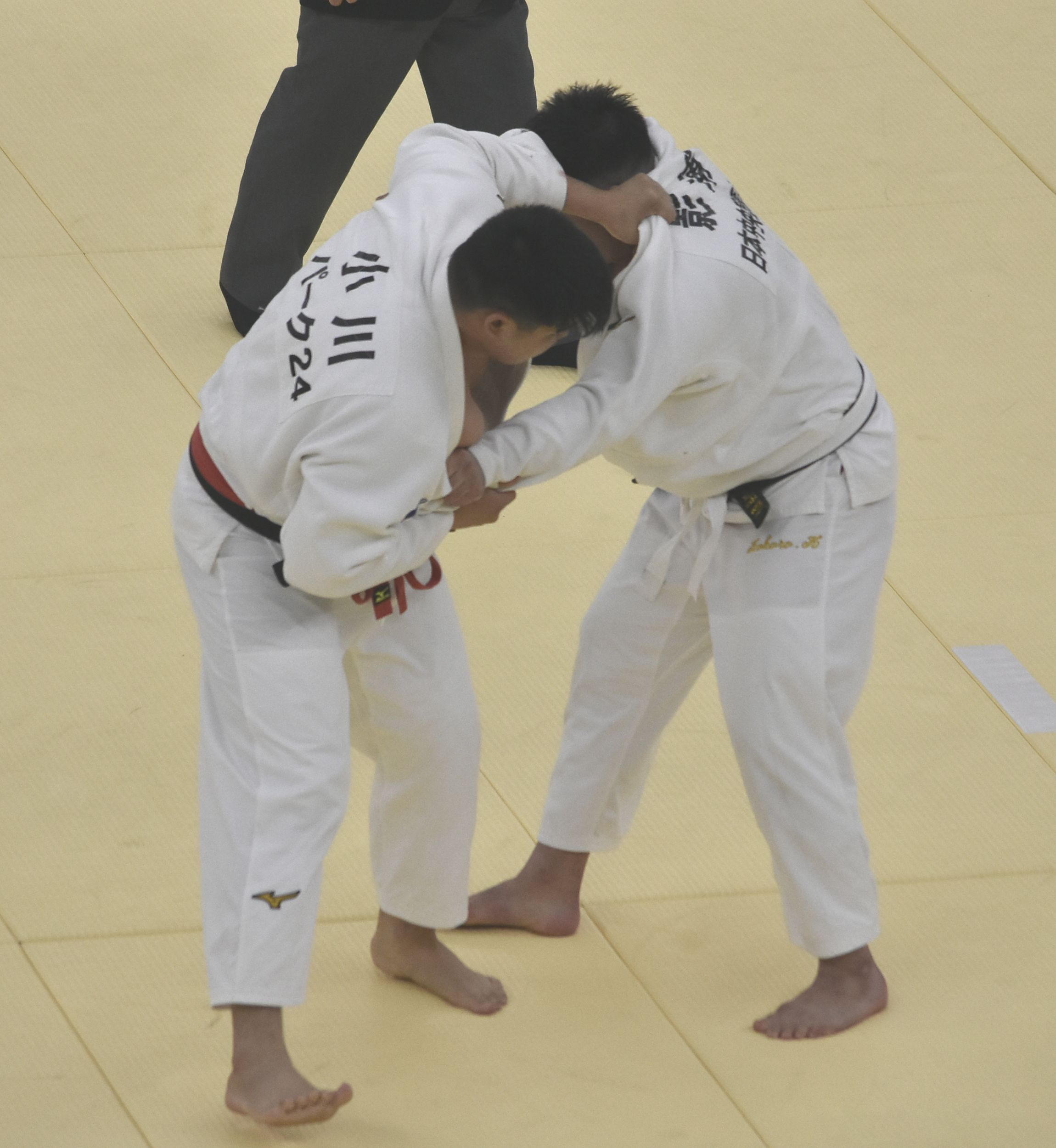
令和4年 全日本柔道選手権大会
（4月29日 日本武道館）

小川 雄勢（おがわ ゆうせい、1996年7月20日 - ）は、神奈川県横浜市出身の日本の柔道家。階級は100 kg超級。身長190 cm。体重135 kg。段位は三段。組み手は左組み。得意技は払腰、支釣込足。父はバルセロナオリンピック柔道95kg超級銀メダリストの小川直也。明治大学出身。

## 経歴
小さい頃は「女の中では数少ない男だから出番が多い」との理由でクラシックバレエを習っていた。小学校4年の時に父親の経歴を知ったことがきっかけで、開設したばかりの小川道場の1期生として柔道を始めることになった。茅ヶ崎市内の中学に通っていたが、2年の時に修徳中学に転校すると、3年の時にはマルちゃん杯団体戦で3位となった。
修徳高校に進むと、2年の時にはインターハイ団体戦で3位となった。国体少年男子の部でも3位だったが、この際に父は「俺の高2の時よりも強い。まだ未完成だし、これからが楽しみ。やるからには俺以上の選手になってほしい」と語った。高校選手権個人戦では、準決勝で世界カデ90kg超級チャンピオンである白鷗大足利高校1年の太田彪雅を指導2で破ると、決勝では天理高校2年の古田伸悟を指導2で破って優勝を飾った。団体戦の決勝では白鷗大足利高校との対戦になると、大将戦において太田を指導2で破り個人戦との2冠を達成して、大会最優秀選手にも選ばれた。今大会を観戦していた全柔連の山下泰裕副会長も「まだ未完成だけど、お父さんとそっくりなスタイルだなあ」と評した。
3年になると、7月の金鷲旗の決勝では国士舘高校との大将戦を制してチームを優勝に導いた。8月のインターハイ団体戦では全試合で一本勝ちを成し遂げたものの、決勝の国士舘高校には1－2で敗れて2位にとどまり、高校3冠(高校選手権、金鷲旗、インターハイ)達成はならなかった。個人戦では3回戦で東海大仰星高校3年の奥野拓未から有効2つを取られた後に技あり2つを取られて、合技で完敗した。9月の全日本ジュニアでは決勝で筑波大学2年の尾原琢仁を横四方固で破って優勝した。10月の世界ジュニアでは2回戦でヨーロッパジュニアチャンピオンであるウクライナのヤキフ・ハンモに技ありで敗れた。団体戦決勝のグルジア(現・ジョージア)戦では2－2となった場面で登場してグラム・ツシシビリと対戦すると、接戦の末にGSに入ってから有効で勝利を収めて日本チームを優勝へ導いた。11月には講道館杯に出場するが、初戦で元全日本チャンピオンである新日鉄住金の高橋和彦に指導3で敗れた。
2015年4月には明治大学へ進学した。1年の6月に出場した優勝大会では5位だった。9月の全日本ジュニアでは決勝で大学の同級生である田中源大を指導2で破って2連覇を飾り、田中とともに世界ジュニア代表に選出された。10月の学生体重別では決勝で筑波大学の黒岩貴信をGSに入ってから大外返しの有効で破り、1年生ながら優勝を飾った。今大会の95kg超級を1987年から2連覇した父親に続き親子優勝と相成ったことに、「親父に追い付きたかったのでうれしい」と語ると、父も「日々進化している。型にはまらず、伸び伸びと育ってほしい」とコメントした。続く世界ジュニアでは準々決勝でロシアのタメルラン・バシャエフに有効2つを取られて敗れたが、その後敗者復活戦を勝ち上がって3位になった。団体戦では初戦のアルジェリア戦で有効3つを取って大きくリードしながら逆転の一本負けを喫した。以降の試合では田中が起用されて出番はなかったものの、チームは優勝を飾った。11月の講道館杯では準々決勝で高校の先輩である京葉ガスの岩尾敬太に小外掛で敗れるも、その後の3位決定戦で昨年敗れた高橋を払巻込で破って3位になった。なお、世界ジュニア前の稽古では今まで一度も投げることのできなかった父親を投げたという。続いてグランプリ・チェジュでは、2回戦でオランダのロイ・メイヤーを攻め込むが、序盤に取られた指導1を取り返せず敗れた。
2年の時には4月の選抜体重別準決勝で世界2位である九州電力の七戸龍に指導2で敗れるも3位となった。続いて父が7度も優勝した全日本選手権に初出場すると、準々決勝で七戸に合技で敗れるも、1988年に父親が初出場した際と同じく5位となった。試合後に小川は「まだまだトップと比べ（実力が）全然足りない。これくらいなら（持たれても）いいと思った組み手で投げられた」「優勝候補と言われるくらい力を付けて戻ってきたいです」とコメントした。7月のグランドスラム・チュメニでは準決勝で全日本チャンピオンの旭化成の王子谷剛志を指導2で破るが、決勝では地元ロシアのアンドレフ・ボルコフに合技で敗れて2位に終わった。10月の学生体重別では決勝で東海大学の影浦心を指導1で破って2連覇を飾った。その一週間後には国体成年男子の部に東京都代表で出場して優勝を果たした。体重別団体では3位だった。11月の講道館杯では3回戦で日本大学3年の佐藤和哉に指導1で敗れた。続くグランプリ・青島では決勝でロシアのアントン・クリボボコフを横四方固で破って、IJFワールド柔道ツアー初優勝を飾った。2017年3月には全日本選手権の東京予選で1989年に今大会を制した父親に続いて優勝した。
3年の時には4月の体重別初戦でJRAの原沢久喜に大内刈で敗れた。全日本選手権では3回戦で90kg級の選手である旭化成の垣田恭兵と対戦すると、GSに入ってから偽装攻撃で指導を取られて敗れた。この結果に本人は、「悔しさ？　特にないです…。優勝を狙っていたので、納得いかない」と答えると、父親も「（判定は）腑に落ちねーな。相手は全然技をかけてない。でも（雄勢は）まだ20歳。俺も20歳のころはこんなもんだった」とコメントした。6月の優勝大会では準決勝の日本大学戦でブルガリアからの留学生であるダニエル・ディチェフに腕挫十字固で敗れると、決勝の東海大学戦でも太田彪雅に技ありで敗れてチームも2位にとどまった。10月の国体では東京都の一員としてチームの2連覇に貢献した。11月の講道館杯では決勝で大学の7年先輩となる上川大樹を大内刈で破って初優勝を飾った。1995年に今大会を制した父親に続く親子優勝ともなった。12月のグランドスラム・東京では2回戦でリオデジャネイロオリンピック銅メダリストであるイスラエルのオル・サッソンに反則勝ちするなどして準決勝まで進むと、上川を崩上四方固で破った。決勝ではリオデジャネイロオリンピック100kg級金メダリストであるチェコのルカシュ・クルパレクと対戦すると、父直也が得意だった腕挫腕固を掛けながらの支釣込足を2回出した。このような関節技を併用した投げは本来ノースコアとなるが、直也が掛けた場合はスコアが与えられることがあった。雄勢がGSに入って1分ほどで出すと一旦は技ありのスコアを主審が宣したがビデオ判定でルール通り技あり取り消しでノースコアとなった。（このあと1か月もたたない2018年から国際ルールでは両者立ち姿勢での関節技は「指導」の反則となった。）その後、GSが10分も続く一進一退の攻防の末に指導を奪い勝利して、グランドスラム大会初優勝を飾った。しかし、2018年2月のグランドスラム・パリでは2回戦でクルパレクと再戦するもGSに入ってから反則負けを喫した。
4年の時には4月の体重別初戦で太田に反則勝ちすると、準決勝で王子谷に反則勝ち、決勝でも原沢にGSに入ってから反則勝ちして、今大会オール反則勝ちであったものの初優勝を飾った。この際に、「この階級で僕が一番強いと証明すると宣言したが、達成できた」とコメントした。以前は本能に従うスタイルで「相手より自分の方が強いと思い過ぎていた」が、昨年前半は伸び悩んだことから、単にスタミナとパワーに頼るだけではなく緻密に戦術を立てる姿勢を取り入れたことで、結果を残し始めたという。続く全日本選手権では3回戦で昨年敗れた垣田にGSに入ってから反則勝ちすると、準々決勝では日本大学1年の山口貴也を内股で破るも、準決勝では過去3戦3勝の王子谷に開始早々の出足払で技ありを取られて3位にとどまった。しかしながら、選考対象大会で3勝したことが決め手になって、原沢とともに世界選手権代表には選出された。6月の優勝大会では準々決勝の国士舘大学戦で竹村昂大と引き分けるなどしてチームは5位にとどまった。9月の世界選手権では3回戦でタジキスタンのテムール・ラヒモフに禁止されている肩への関節技を仕掛けたとみなされて反則負けを喫した。試合後には、「前にも同じような展開があった(上述の2017年のグランドスラム・東京決勝)。反則になる意識はなかった。見直さないといけない」「優勝しか考えていなかった。どういう形であれ、負けは負け。きょうの経験を無駄にしないようにしたい」とコメントした。続く世界団体では、初戦のモンゴル戦で個人戦3位のウルジバヤル・ドゥレンバヤルと対戦して終了ブザーと同時に技ありを取られるが時間外と判断されてノースコアになると、その後GSに入ってから反則勝ちした。しかし、準々決勝のアゼルバイジャン戦では個人戦2位のウシャンギ・コカウリに一本負けを喫した。それ以降は原沢が起用されて出番はなかったもののチームは優勝を飾った。11月のグランドスラム・大阪では2回戦でクルパレクに隅返で敗れた。2019年2月のグランドスラム・デュッセルドルフでは準決勝でロシアのイナル・タソエフに技ありで敗れると、3位決定戦でもウルジバヤルにGSに入ってから反則負けを喫して5位にとどまった。3月のグランドスラム・エカテリンブルグでは初戦で地元ロシアのバシャエフに小外掛で敗れた。
4月からはパーク24の所属となり、総監督を務めるバルセロナオリンピック78kg級金メダリストの吉田秀彦の指導を受けることになった。また、大学での吉田の2年先輩でもある父親も専属コーチとして招かれて、息子の指導にあたるという。体重別では初戦で太田に内股で敗れた。続く全日本選手権では準々決勝で対戦が予定されていた日本製鉄の佐藤和哉と綜合警備保障の熊代佑輔が3回戦で両者反則負けとなったために不戦勝になるが、準決勝で了徳寺学園職員のウルフ・アロンに大内刈で敗れて、昨年に続いて3位にとどまった。6月の実業団体では2位だった。10月の国体成年男子の部では準々決勝以降の3試合は全て引き分けたものの、東京都の優勝に貢献した。11月の講道館杯では準々決勝で綜合警備保障の熊代佑輔に背負投で敗れると、敗者復活戦ではかつて父直也のライバルであった斉藤仁の息子である新鋭の国士舘高校3年の斉藤立との二世対決となるも、一方的に攻め込まれて反則負けを喫して7位に終わった。
2020年3月の全日本選手権東京予選では優勝を飾った。11月の講道館杯では準決勝でJRAの影浦心に技ありで敗れたが、その後の3位決定戦で太田を技ありで破って3位になった。12月には全日本柔道選手権に出場予定だったが、所属しているパーク24の柔道部内で新型コロナウイルスの感染者が出たために出場を見合わせることになった。
2021年4月の体重別では準決勝で斉藤をGS含めて10分に及ぶ戦いの末に支釣込足で破ってリベンジを果たすも、決勝では日本製鉄の佐藤和哉に小外掛で敗れて2位にとどまった。10月のグランドスラム・パリでは2回戦でオランダのユール・スパイカースに一本背負投で敗れた。12月の全日本選手権は左膝の負傷を理由に出場を見合わせた。
2022年4月の体重別では準決勝で原沢に反則勝ちすると、決勝では対戦が予定されていた太田と斉藤が準決勝で両者反則負けを喫したため不戦勝となり、今大会4年ぶりの優勝を飾ることとなった。続く全日本選手権には3年ぶりに出場を果たすと、準々決勝で前年チャンピオンの太田に反則勝ちするも、準決勝でJRAの影浦心に反則負けを喫して3位だった。なお、世界団体のメンバーには選ばれた。6月のグランドスラム・ウランバートルでは準々決勝でIJF名義で出場したロシアのイナル・タソエフに反則負けを喫した。その後の3位決定戦では太田に反則勝ちして3位になった。10月の世界団体は右膝のケガにより出場を回避した。10月の講道館杯は左膝関節外側靱帯損傷により出場を辞退した。
2023年4月の体重別では初戦で綜合警備保障の香川大吾に大外落で敗れた。続く全日本選手権では準々決勝で旭化成の羽賀龍之介に反則負けを喫して5位だった。6月の実業団体では2位だった。8月の実業個人選手権では3回戦で大学の同期だった旭化成の川田修平に大外刈で敗れた。 11月の講道館杯では3回戦で佐藤に反則負けを喫した。
2024年4月の全日本選手権では3回戦で原沢に0－3の旗判定で敗れた。10月の実業個人選手権では3回戦で敗れると、11月の講道館杯でも3回戦で敗れた。
2025年3月の全日本選手権東京予選では5回戦で影浦に敗れるなどして、本戦への出場権を得られなかった。

## 戦績
- 2011年 - マルちゃん杯 団体戦　3位
- 2013年 - インターハイ 団体戦　3位
- 2013年 - 国体 少年男子の部　3位
- 2014年 - 高校選手権 団体戦　優勝・個人戦　優勝
- 2014年 - 金鷲旗　優勝
- 2014年 - インターハイ 団体戦　2位
- 2014年 - 全日本ジュニア　優勝
- 2014年 - 世界ジュニア 団体戦　優勝
- 2015年 - ロシアジュニア国際　7位
- 2015年 - 全日本学生柔道優勝大会　5位
- 2015年 - 全日本ジュニア　優勝
- 2015年 - 学生体重別　優勝
- 2015年 - 世界ジュニア 個人戦　3位・団体戦　優勝
- 2015年 - 講道館杯　3位
- 2016年 - 選抜体重別　3位
- 2016年 - 全日本選手権　5位
- 2016年 - 全日本学生柔道優勝大会　5位
- 2016年 - グランドスラム・チュメニ 2位
- 2016年 - 学生体重別　優勝
- 2016年 - 国体 成年男子の部　優勝
- 2016年 - 体重別団体　3位
- 2016年 - グランプリ・青島　優勝
- 2017年 - 全日本学生柔道優勝大会　2位
- 2017年 - 国体　成年男子の部　優勝
- 2017年 - 体重別団体　5位
- 2017年 - 講道館杯　優勝
- 2017年 - グランドスラム・東京　優勝
- 2018年 - 体重別　優勝
- 2018年 - 全日本選手権　3位
- 2018年 - 全日本学生柔道優勝大会　5位
- 2018年 - 世界団体　優勝
- 2018年 - 体重別団体　5位
- 2019年 - グランドスラム・デュッセルドルフ　5位
- 2019年 -　全日本選手権　3位
- 2019年 -　実業団体　2位
- 2019年 -　国体成年男子の部　優勝
- 2019年 - 講道館杯　7位
- 2020年 -　講道館杯　3位
- 2021年 -　体重別　2位
- 2022年 -　体重別　優勝
- 2022年 - 全日本選手権　3位
- 2022年 - 実業団体 3位
- 2022年 -　グランドスラム・ウランバートル　3位
- 2023年 - 全日本選手権　5位
- 2023年 - 実業団体 2位

(出典、JudoInside.com)